# Chengtan (köpinghuvudort i Kina, Zhejiang Sheng, lat 29,45, long 120,79)
Chengtan (kinesiska: 澄潭, 澄潭镇) är en köpinghuvudort i Kina. Den ligger i provinsen Zhejiang, i den östra delen av landet, omkring 110 kilometer sydost om provinshuvudstaden Hangzhou. Antalet invånare är 17 503. Befolkningen består av 8 600 kvinnor och 8 903 män. Barn under 15 år utgör 10,0 %, vuxna 15-64 år 73 %, och äldre över 65 år 15,0 %.
Runt Chengtan är det tätbefolkat, med 343 invånare per kvadratkilometer. Närmaste större samhälle är Ganlin, 10,8 km nordväst om Chengtan. I omgivningarna runt Chengtan växer i huvudsak blandskog.
Genomsnittlig årsnederbörd är 2 209 millimeter. Den regnigaste månaden är juni, med i genomsnitt 377 mm nederbörd, och den torraste är januari, med 70 mm nederbörd.